# سرخیو والدس
سرخیو والدس (اسپانیایی: Sergio Valdés‎; ۱۱ مهٔ ۱۹۳۳ – ۲ آوریل ۲۰۱۹) بازیکن فوتبال اهل شیلی بود.
از باشگاه‌هایی که در آن بازی کرده‌است می‌توان به باشگاه فوتبال یونیورسیداد کاتولیکا اشاره کرد.
وی همچنین در تیم ملی فوتبال شیلی بازی کرده‌است.